# Maksencjusz (imię)
Maksencjusz, Maksanty – imię męskie pochodzenia łacińskiego, łac. Maxentius, stanowiące przydomek od Maximus – „największy, najwspanialszy”, por. Maksym. Notowane w Polsce w formach Maksencjusz i Maks(z)anty, odpowiednio od 1253 i 1490 roku.
Żeńskim odpowiednikiem jest Maksencja. 

## Maksencjuszimieninyobchodzi
- 26 czerwca, jako wspomnienie św. Maksencjusza, opata z Poitou,ur. w Agde, zm. ok. 515 r.
- 12 grudnia, jako wspomnienie św. Maksencjusza, wspominanego z Konstancjuszem, Krescjenszumem, Justynem i in. z Trewiru[2].

## Odpowiedniki w innych językach
- (łac.)Maxentius
- (bask.) Maxentzio
- (bułg.) Максенций
- (chorw.) Maksencije
- (esperanto) Maksencio
- (gr.) Μαξέντιος
- (hiszp.) Majencio
- (fr.) Maxence
- (mac.) Максенциј
- (port.) Magêncio, Maxêncio
- (wł.) Massenzio

## Znane osoby o imieniu Maksencjusz
- Maksencjusz – cesarz rzymski
- Maxence Flachez – francuski piłkarz
- Maxence van der Meersch – francuski pisarz

## Postaci fikcyjne o imieniu Maksencjusz
- Maksencjusz, postać z Mikołajka René Goscinnego